# Cartoucherie française de Survilliers
La Cartoucherie Française est une entreprise française implantée en 1903 à Survilliers, dans le Val-d'Oise. Née dans une petite ferme, elle se spécialise à ses débuts dans la fabrication de petites munitions, de cartouches de chasse et dans la pyrotechnie militaire (amorces, détonateurs) pour devenir, en un siècle, l'un des plus grands leaders mondiaux en matière d'équipements de sécurité automobile. Rachetée en 1996 par le groupe Autoliv, elle tient aujourd'hui une place importante dans l'histoire de Survilliers car le village a construit son identité autour d'elle.

## Histoire

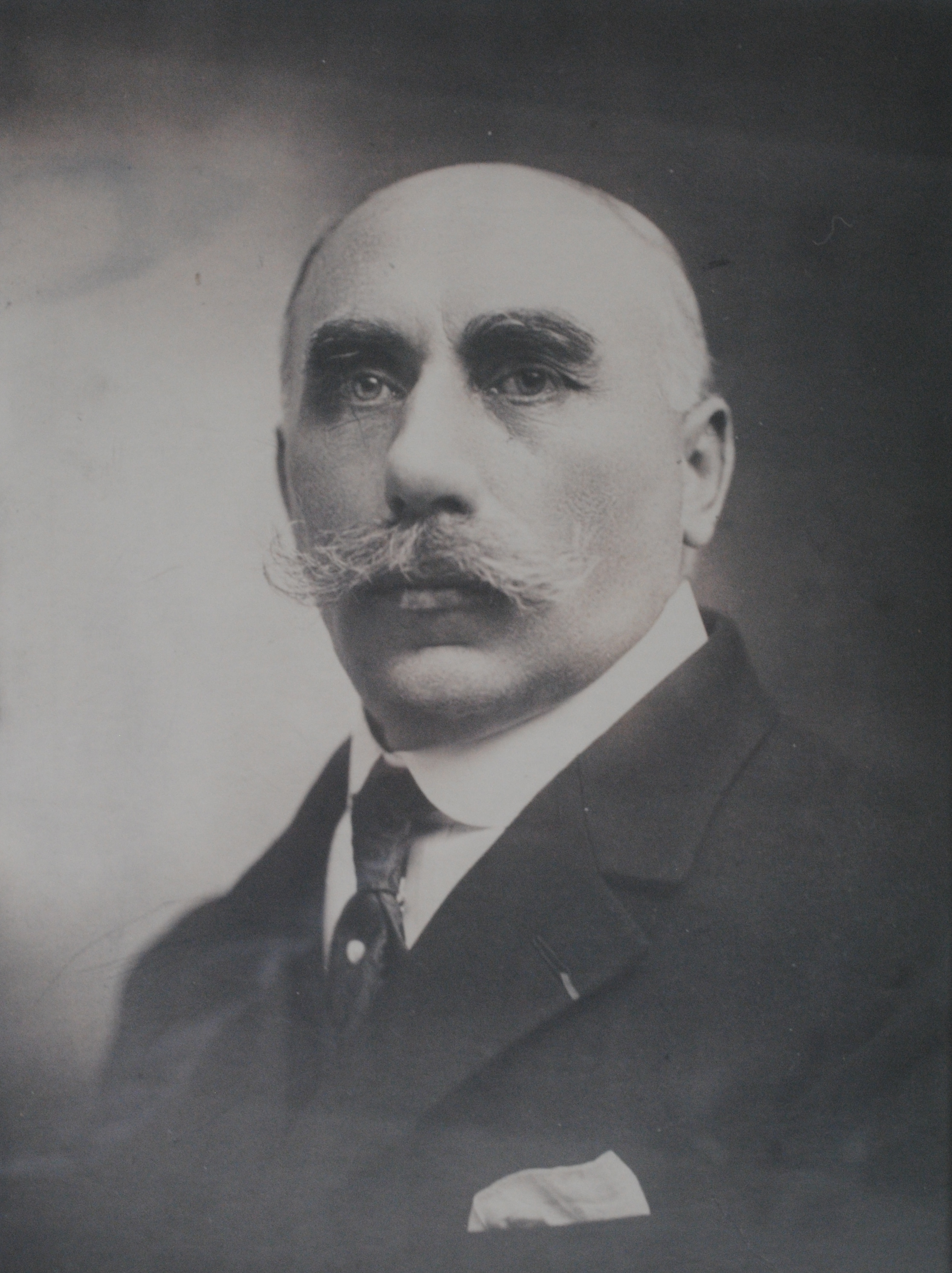
Portrait de Charles Gabel

### La création de la Cartoucherie Française
L'histoire de l'entreprise commence en 1903, date à laquelle est déposée la demande au préfet de Seine et Oise pour obtenir l'autorisation d'établir cette usine à Survilliers. A sa tête, Charles Gabel et Georges Leroy. Le premier est un ingénieur-chimiste né en 1868, issu d'une famille protestante alsacienne, ex-employé de la société pyrotechnique Gévelot. Il fut directeur de l'usine de Survilliers de 1903 à 1932. Le second, son associé, possède une propriété familiale au sud du village. À ses débuts, l'entreprise s'installe dans une petite ferme et comptabilise une dizaine d'employés. Le village de Survilliers est alors un bourg d'environ 500 habitants vivant essentiellement de l'agriculture. Très vite, la Cartoucherie Française se spécialise dans la fabrication de cartouches de chasse et de tirs de loisirs, et connaît un essor fulgurant.
L'implantation d'une usine à caractère dangereux dans un paisible village rural ne fut pas sans heurts : certains propriétaires et cultivateurs protestent car ils craignent les dangers d'explosion et d'empoisonnement de l'eau mais aussi la concurrence de l'usine pour le recrutement des ouvriers agricoles. Tandis que d'autres personnes, parmi lesquelles le maire, voient d'un avis favorable l'arrivée de cette usine qui « aidera au développement de la commune et de la région environnante complètement privée d'industries ».

### Historique de l'entreprise
En 1903 , la Cartoucherie s'implante à Survilliers, qui est intéressant du point de vue de son emplacement, car le village est situé en Pays de France, dans un territoire essentiellement rural. C'est une industrie dangereuse qu'on préfère créer en dehors des grandes villes. Survilliers dispose aussi d'une gare créée en 1859 et de main-d’œuvre à bon marché. Charles Gabel est l'administrateur de la société et directeur technique jusqu'en 1932, date de sa mort.

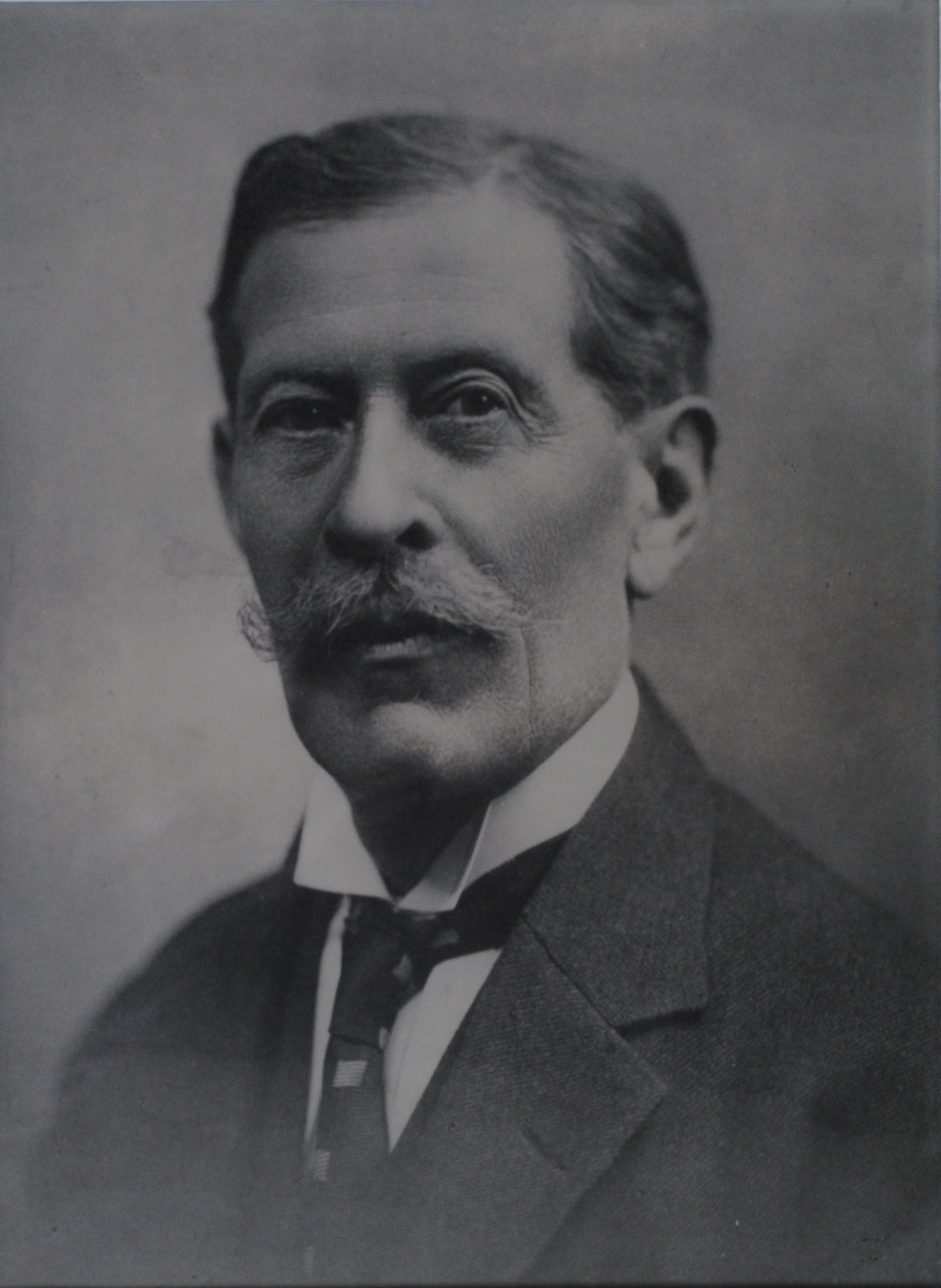
Portrait de Georges Leroy.

Il existe déjà une rude concurrence sur le marché des munitions : l'entreprise survilloise se confronte à des fabricants établis et connus depuis longtemps. Mais cela n'empêche pas à la Cartoucherie de s'imposer et elle se développe rapidement : dès 1910, agrandissement des ateliers existants, création de nouveaux locaux, mise en œuvre de nouvelles machines perfectionnées.
A Turin, en 1911, elle est placée « Hors concours » et désignée comme membre du jury international.
Durant la première Guerre mondiale, elle tourne à plein régime et sans interruption pendant 4 ans. Elle emploie jusqu'à 2000 personnes pour fournir le front. En juin 1918, la proximité du front l'oblige à transférer ses ateliers à Caen, dans les locaux de la Pyrotechnie militaire, jusqu'à l'Armistice de 1918.
La période 1919-1939 voit la Cartoucherie Française continuer à progresser avec régularité : elle met au point des fabrications nouvelles tant dans le domaine civil que militaire.
Mais l'essor de l'entreprise est stoppé par les événements de 1940, qui réduisent l'entreprise à une seule activité, l'emboutissage. Pendant quatre ans, les ateliers sont déserts, presque abandonnés : interdiction de la chasse et du tir, pénurie de matières premières, manque d'énergie électrique et calorifique. La réquisition est évitée de justesse.
À partir des années 1960, l'activité de la Cartoucherie décline : les productions destinées à la Défense Nationale et les marchés d'armement se tarissent, la production de munitions de chasse ou de loisir subit la concurrence des pays où les prix de revient sont moins lourds tels que l'Italie et les pays de l'Est.
Dans les années 1980, la situation s'aggrave à tel point que les effectifs doivent être considérablement réduits. La majeure partie de son patrimoine immobilier, en particulier ses logements, est vendue au personnel. L'incendie qui se déclare dans la nuit du 16 au 17 janvier 1985 est un autre coup dur : le feu ravage une partie de l'usine, à partir d'un atelier de conditionnement de poudre. Dix-huit centres de secours sont mobilisés. Dans le village, tout le monde se mobilise spontanément pour aider les secours. Anciens et nouveaux habitants se retrouvent dans un grand élan d'efficacité et de solidarité.
Remise de cette épreuve, l'usine se lance à partir de 1989 dans de nouvelles fabrications civiles, les allumeurs d'air-bags. D'autant plus qu'on assiste en 1991 à l'arrêt de la production militaire. Ces nouvelles activités vont permettre à la Cartoucherie de redevenir dans les années 1990, la grande entreprise qu'elle avait été dans l'entre-deux-guerres, retrouvant plus de 1000 employés en l'an 2000 et une troisième place mondiale dans sa spécialité, devenant la plus ancienne et la plus importante entreprise industrielle du Val-d'Oise.
La Cartoucherie n'a pas seulement rythmée la vie des hommes au travail, elle a également été très présente dans la vie sociale des Survillois. En effet, dès 1906, Charles Gabel se lance dans la construction de 200 logements pour le personnel, parmi lesquels un « béguinage » conçu pour le personnel retraité. Il ne s'arrête pas là, il institue une crèche, un service médical et un cabinet dentaire, un réfectoire et le transport gratuit du personnel. Il est à l'origine de l'organisation de sociétés locales et a fortement encouragé la vie associative dans le village : le football et la gymnastique (l'Avenir de Survilliers), le tir à l'arc, la Société Musicale, la Bibliothèque, l'organisation locale des Anciens Combattants, la société de Soutien des Sapeurs-pompiers.
L'histoire de Survilliers est intimement liée à celle de la Cartoucherie. Aujourd'hui, la Cartoucherie Française n'existe plus en tant que telle mais la commune garde l'empreinte de l'entreprise tant dans sa structure urbaine que dans la mémoire de ses anciens ouvriers.

## Le musée-conservatoire de la Cartoucherie Française de Survilliers

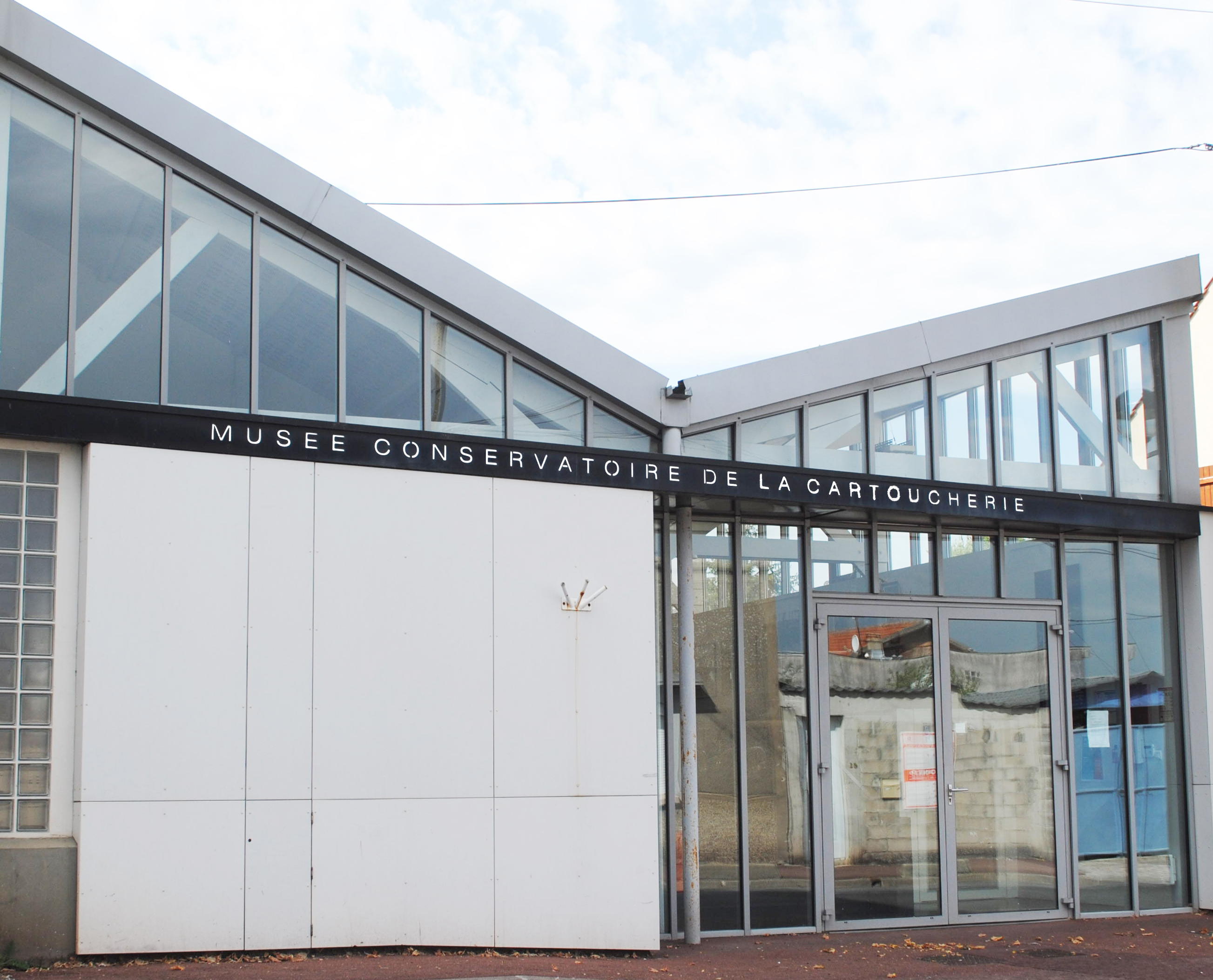
Le musée-conservatoire de la Cartoucherie.

Ce conservatoire a été inauguré en 2007 par Arnaud de Saint Salvy selon sa volonté. Il est alors géré par la commune de Survilliers. En janvier 2024, il est transféré à la communauté d'agglomération Roissy Pays de France. Il conserve du patrimoine industriel, des machines et objets ayant appartenu à la Cartoucherie Française. Ce musée a pour mission de sauvegarder des techniques et des savoir-faire de l'entreprise depuis la fabrication de cartouches de chasse et de petites munitions jusqu'à sa reconversion dans la sécurité automobile avec le rachat par Autoliv. Il donne à voir de nombreuses productions de l'entreprise parmi lesquelles de l'outillage, des moules, des étuis pour thermomètre, capots d'essuie-glace et étuis de piles.
Il remplace l'ancien gymnase de l'entreprise, destiné au personnel, dont il a respecté l'architecture d'origine.

### Le parcours muséal

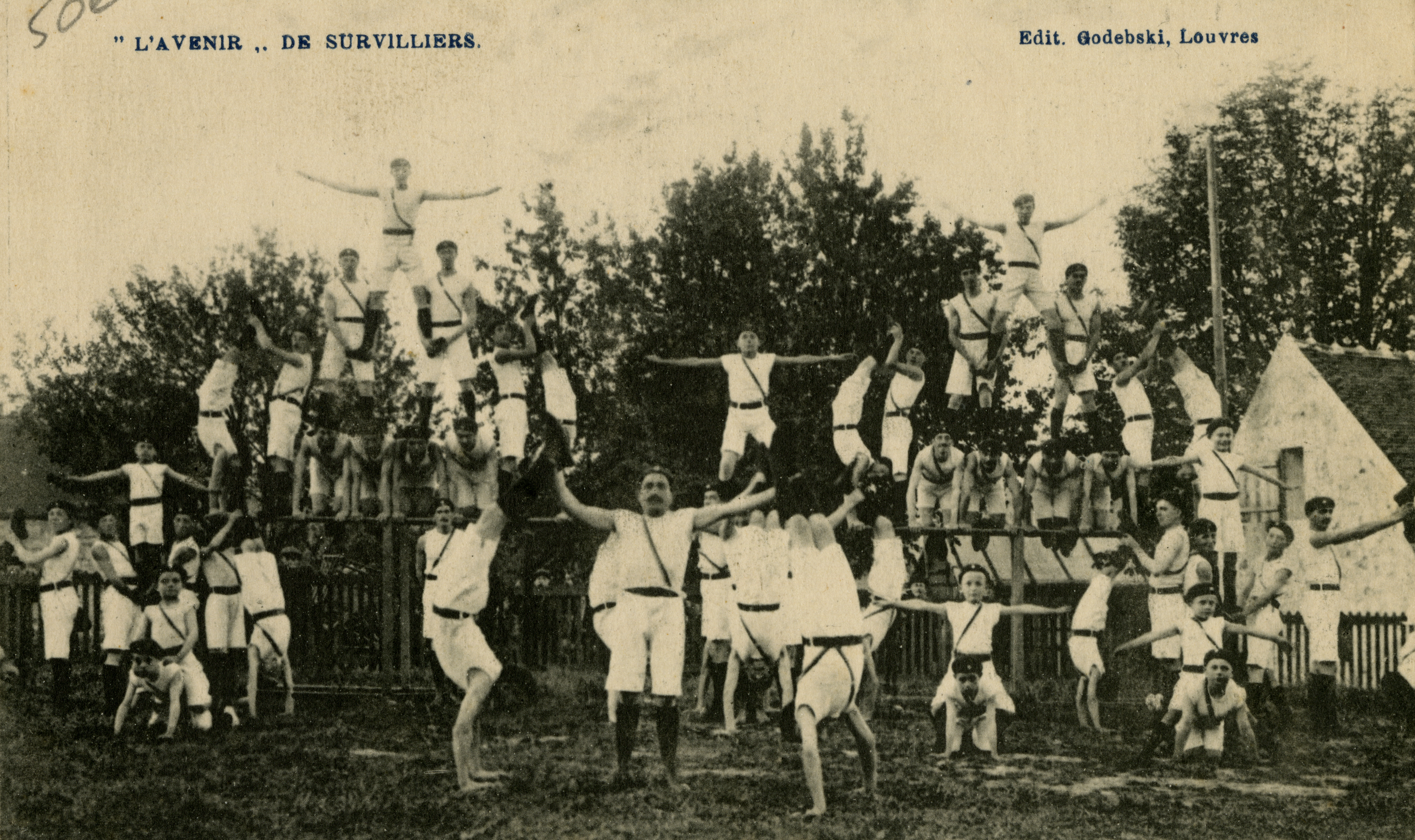
Les gymnastes de L'Avenir de Survilliers.

Il est difficile de restituer 14 hectares d'entreprise dans un si petit espace, qui ne présente qu'un échantillon d'objets et de machines industriels provenant des différents ateliers de l'usine, à savoir :
- la fulminaterie
- l'atelier Pyrotechnie et Chargement
- l'atelier de mécanique
- l'atelier Chasse
- l'atelier Emboutissage

#### La fulminaterie

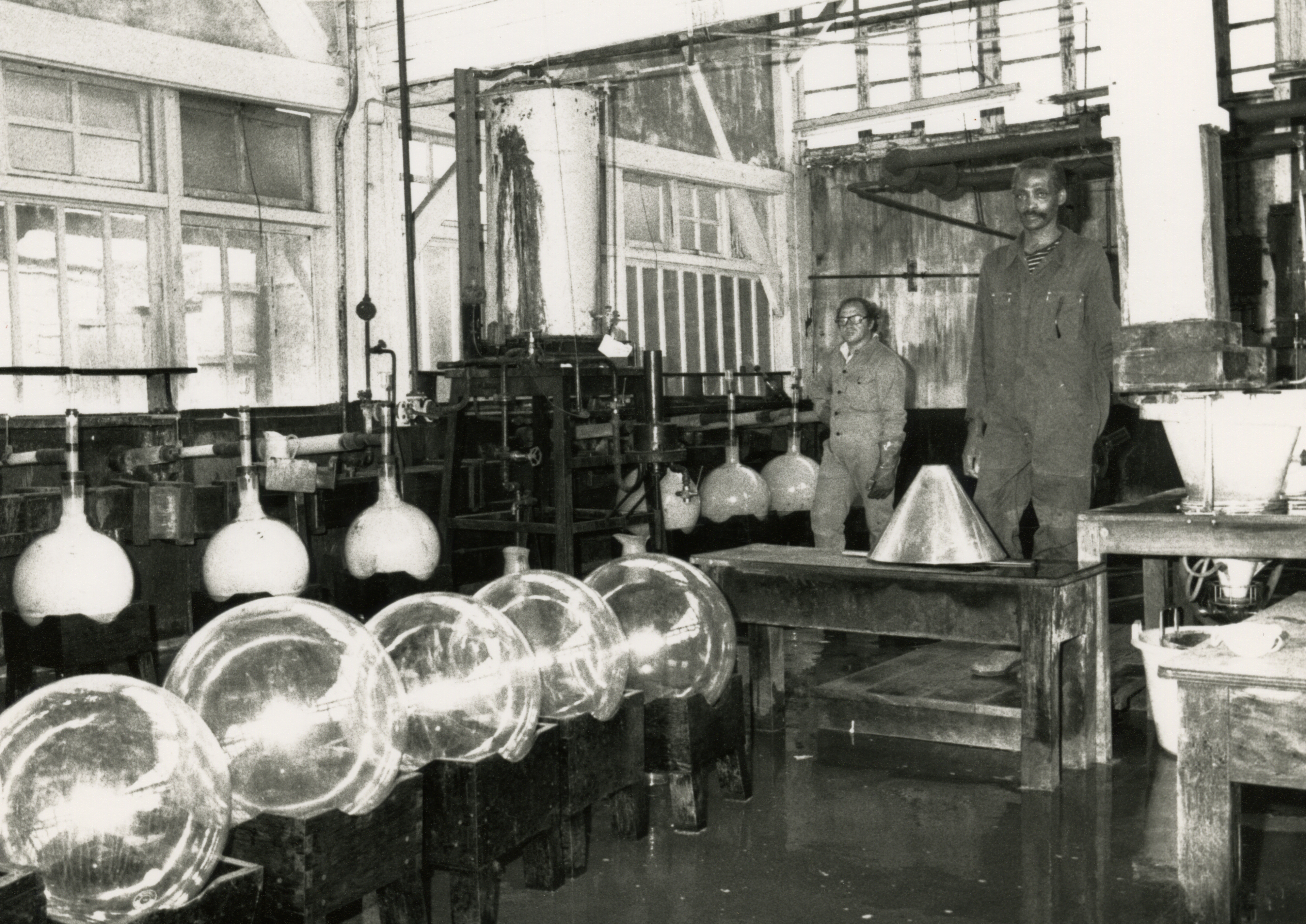
La fulminaterie dans l'usine.

Le parcours commence par la présentation d'éléments appartenant à la fulminaterie, bâtiment où l'on fabriquait l'explosif primaire c'est-à-dire le fulminate de mercure puis, après son interdiction après-guerre, le tricinate de plomb. Le mélange des acides se fait dans des ballons en verre. On obtient alors un précipité blanc qui est lavé et conservé sous eau. Une fois séchée, le fulminate de mercure devient un explosif sensible au moindre choc ou frottement. Des évacuations en bois ont été conçues pour collecter les vapeurs toxiques qui se dégageaient de la réaction chimique et les rejeter à l'extérieur.
Le musée possède également divers instruments de mesure pour doser l'alcool pour la préparation des explosifs, ainsi que des bouteilles utilisées pour le transport des échantillons d'alcool par le service des impôts.

#### Atelier Pyrotechnie et Chargement

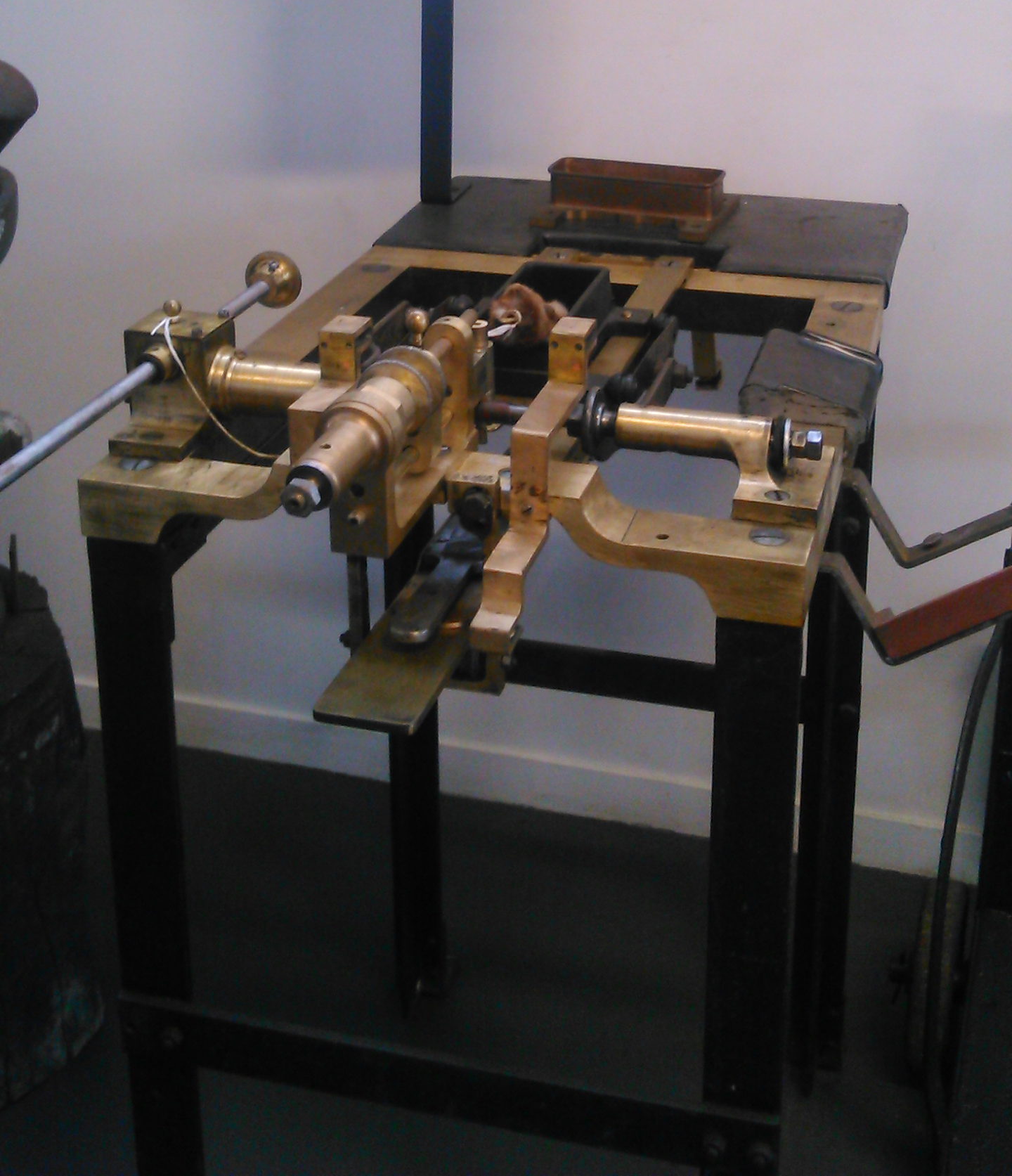
Trémie à composition d'amorçage.

Une trémie est présentée dans le parcours. Plusieurs étaient utilisées dans l'Atelier Pyrotechnie et Chargement où se faisait l'amorçage et le chargement des cartouches. Le principe d'une trémie est de distribuer l'explosif dans les capsules d'amorce. Le dosage était très précis. L'opératrice qui travaillait dessus portait le nom de trémisseuse. La trémie est en bronze, car ce matériau a la particularité de ne pas produire d'étincelles. L'atelier Pyrotechnie employait surtout des femmes et nécessitait des précautions et des mesures de sécurité renforcées, dû à la manipulation de matières explosives. De ce fait, le travail y était mieux rémunéré et une "prime de risque" était touchée par les employés qui y entraient sur la base du volontariat.
Organisation de l'atelier : à la "Pyro", une vingtaine de petites unités étaient séparées les unes des autres par des murs anti-déflagration. Dans chaque unité, une chaîne de travail avec 5 ou 6 ouvrières. Sur la chaîne de fabrication des amorces, nous retrouvons l'emploi de la trémisseuse, la presseuse, la balancière, la vernisseuse puis la vérifieuse.
Dans cet atelier, on procédait également au chargement des cartouches en plusieurs étapes : mise de la poudre, mise d'une rondelle de carton, mise de la bourre, mise d'une rondelle de carton à nouveau, mise du plomb, mise du carton, imprimerie du numéro, sertissage.
Pour l'approvisionnement en matière explosive, on faisait appel à la porteuse de poudre, un emploi très délicat et dangereux qui consistait au transport des explosifs entre les poudrières où on stockait la poudre, et les lieux d'utilisation de la poudre et des explosifs. Ce transport se faisait dans une boîte capitonnée à compartiments appelée "ratière". Ses déplacements étaient rigoureusement réglementés à cause des risques d'explosion pouvant entraîner de graves blessures. Son parcours était jalonné de panneaux "Attention à la porteuse de poudre". L'atelier produisait également des balles .22 Long Rifle à percussion annulaire et des cartouches de 9 mm.

#### Atelier mécanique

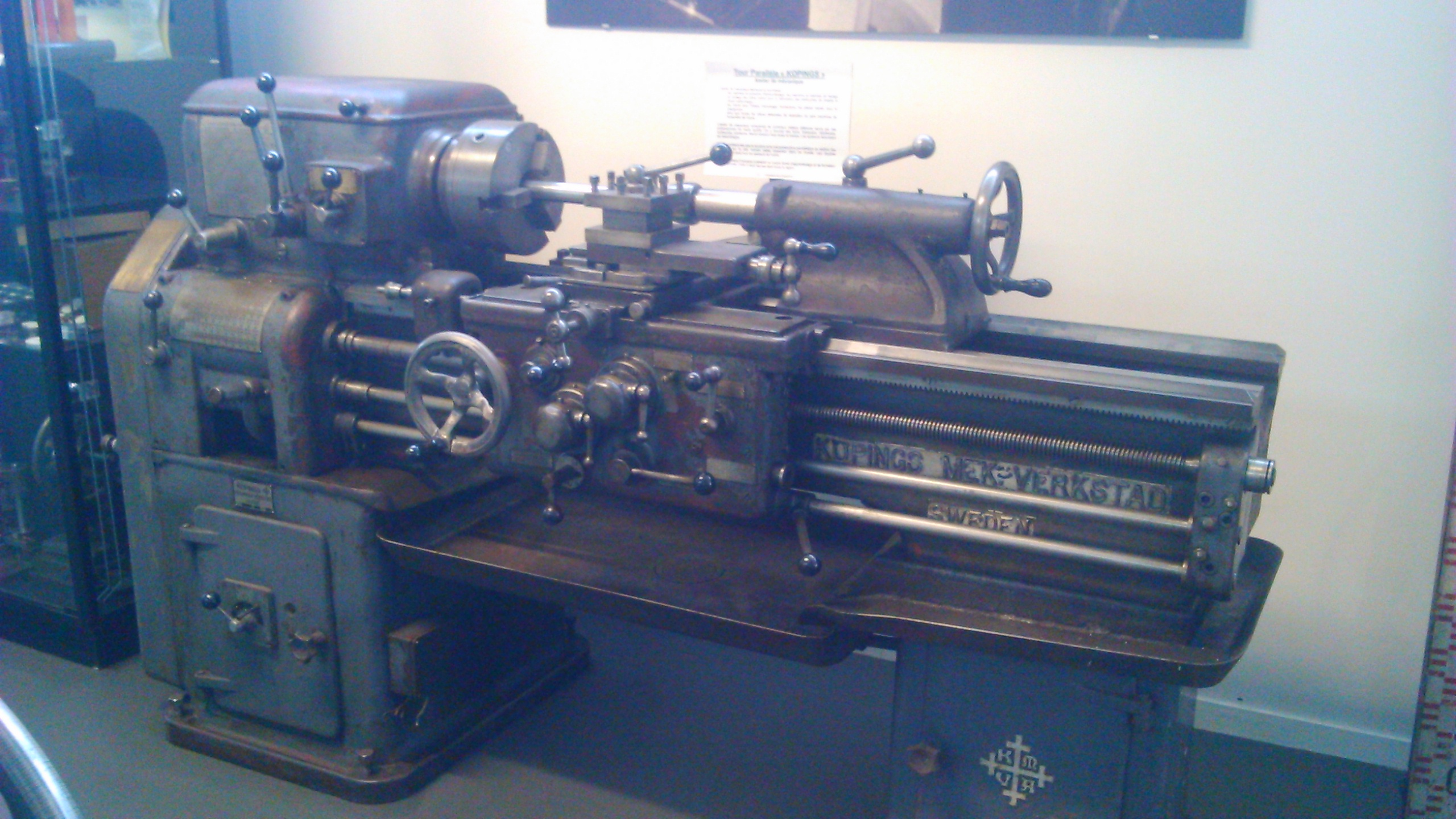
Tour mécanique "Kopings".

L'atelier de mécanique fournissait les pièces nécessaires aux autres ateliers de l'usine (chasse, emboutissage, pyrotechnie et chargement). En effet, chaque atelier possédait son propre tour afin de réparer rapidement les pannes qui survenaient sur les machines utilisées à la production. Cet atelier comptabilisait de 50 à 100 ouvriers, une douzaine de tours comme le tour Kopings qui est exposé dans le musée, des fraiseuses et des rectifieuses. Les équipes intervenaient dans tous les secteurs de l'usine. Le parc de la Cartoucherie était équipé en 1969 de 800 machines, d'où la nécessité d'avoir un atelier de mécanique important avec du personnel hautement qualifié. Les machines devaient être réglées avec une extrême précision pour réaliser les outils d'emboutissage.
La plupart des machines exposées ici ont été réalisées sur place, c'est-à-dire par les ingénieurs de la Cartoucherie. Celle-ci produisait même son propre outillage, jusqu'au tournevis.
Après-guerre, l'entreprise a mis en place un important centre de formation au CAP mécanique (ajusteurs, tourneurs, fraiseurs) dont la qualité de l'apprentissage était reconnue par les entreprises de la région, nombreuses dans le nord parisien. Jusque dans les années 1960, un jeune garçon ayant fait ses classes à la Cartoucherie pouvait trouver du travail dans n'importe quel domaine de la mécanique.

#### Atelier chasse

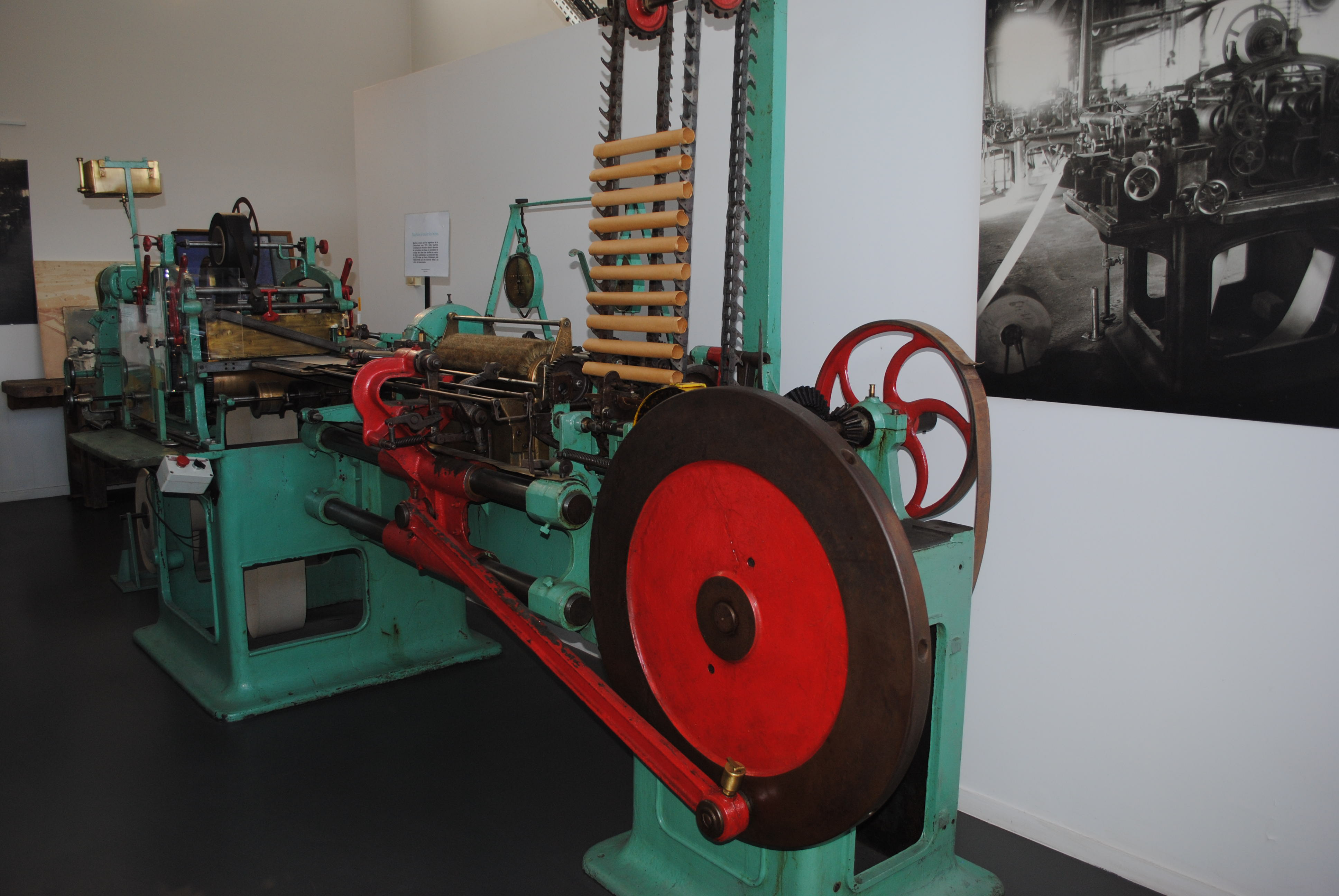
La Grand-mère

Dans l'atelier Chasse, on procédait à la fabrication des douilles (assemblage du culot, de l'amorce, du tube et du cylindre en carton pour en former la douille), à l'imprimerie, à la mise en boîtes des douilles et à la fabrication des bourres. C'était un atelier agréable et propre dans lequel les ouvrières n'étaient pas confrontées au danger de la manipulation des explosifs. De ce fait, on y plaçait de préférence les jeunes ouvrières qui débutaient à la Cartoucherie. La majorité de la main d'œuvre était féminine.
Pour la fabrication des tubes des douilles en carton, une machine surnommée "Grand-mère" a été conçue par les ingénieurs de la Cartoucherie en 1910. Auparavant, les tubes en carton étaient roulés à la main. Cette machine révolutionnaire a permis l'automatisation de cette production, avec un rendement de 1200 tubes par heure, un toutes les 3 secondes. Il en a été vendu dans le monde entier. C'est la vedette de ce musée : pour l'anecdote, elle fut sauvée des flammes dans l'incendie de 1985. Ce modèle étant assez ancien, il a été décidé d'en changer pour un plus moderne. Mais cela a été peine perdue. On n'a pas trouvé dans le monde de machine aussi performante et élaborée que celle-ci. Plusieurs de ces modèles ont donc finalement été récupérés, nettoyés, démontés et motorisés pour repartir comme en 14 ! A partir d'une feuille de papier kraft, la machine assurait le découpage, le roulage et le collage des tubes qui étaient relayés, en dernier lieu, dans un séchoir où ils étaient séchés puis stockés dans des conditions d'hygrométrie et de température particulières pendant plusieurs mois. La "Grand-mère" conservée au musée produisait des tubes pour les gros calibres, les cartouches de 120 mm destinées à un usage militaire.
Une fois assemblée, on imprime sur la douille divers motifs à l'insigne de la Cartoucherie. L'usine produisait également des douilles estampillées selon le désir du client. Puis l'ouvrière, avec une dextérité extraordinaire, effectuait l'opération de mise en boîtes. Il s'agissait de placer 100 cartouches dans une boîte en 2 prises de main.
Dans cet atelier étaient également fabriquées les bourres dont la célèbre bourre Gabel du nom de son inventeur. Cette opération était automatisée.

#### Atelier emboutissage

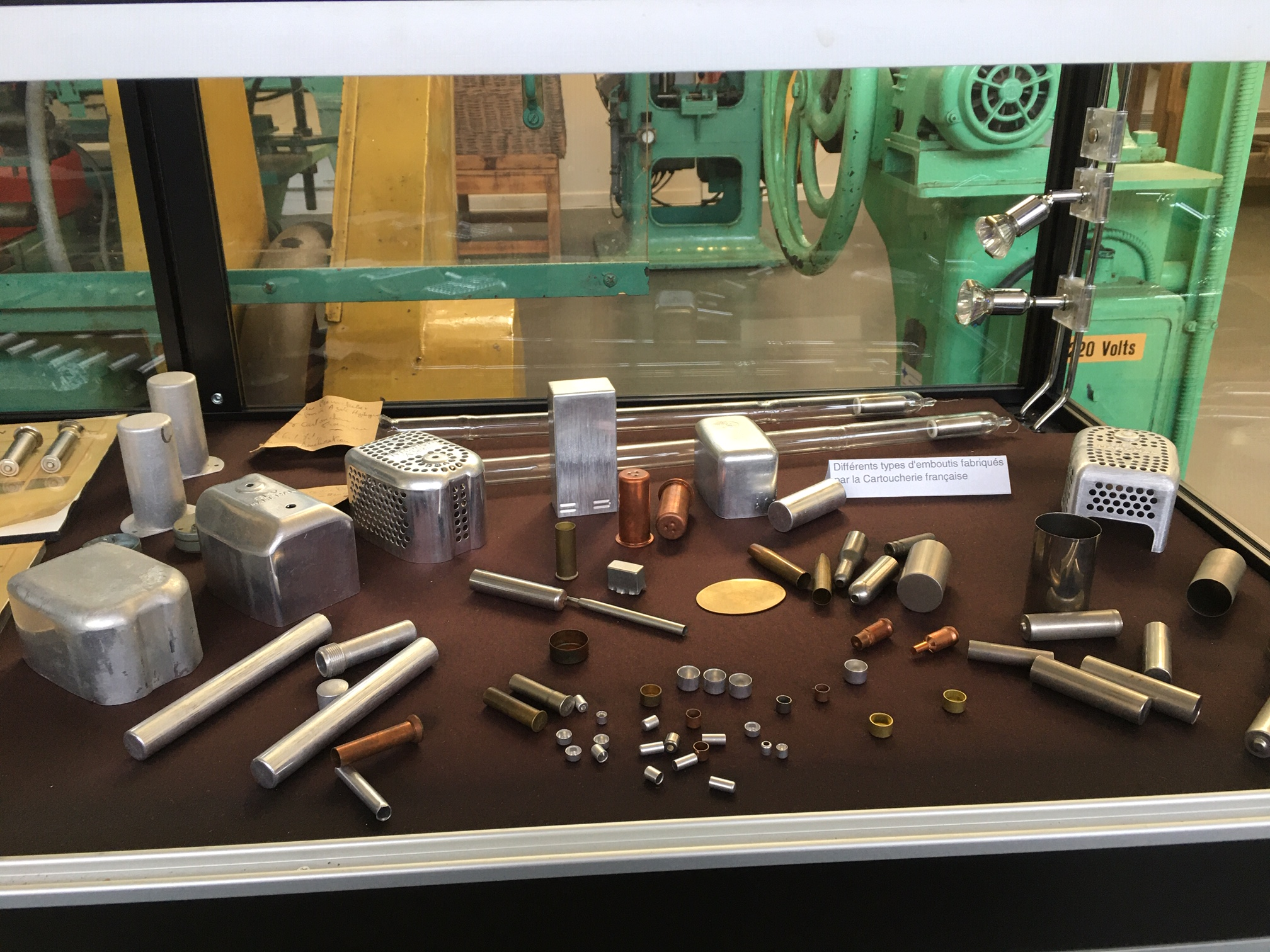
Emboutis.

Dans cet atelier étaient produits les emboutis pour les munitions c'est-à-dire les éléments métalliques intervenant dans la constitution des cartouches (culots, capsules). Egalement les emboutis pour le commerce : étuis de briquet, étuis de thermomètre, étuis à crayon, capots d'essuie-glace (permettait de protéger le moteur de l'essuie-glace dans les 4L ou 2CV), des éléments pour allume-cigare, des éléments pour réfrigérateur, des étuis de condensateurs, des tubes pour piles portatives... Toute cette production découle du savoir-faire de la fabrication des munitions.
Le travail dans cet atelier était plus bruyant et salissant que dans les autres. Cela étant dû aux centaines de machines qui façonnaient le métal.
L'emboutissage est un savoir-faire que l'entreprise maîtrise à un haut niveau. Il consiste à réaliser la déformation à froid des métaux, cuivre, laiton ou acier avec des presses, des outillages et des machines spécifiques. A partir d'une feuille métallique, on déforme progressivement la pièce pour obtenir, en l'étirant, la pièce finale. A ce jour, ce savoir-faire continue d'exister à travers la fabrication des allumeurs d'airbags.

## La politique sociale d'entreprise de Charles Gabel
Charles Gabel était décrit par son proche collaborateur, Mr Godefert, comme un homme d'un abord sévère, dur pour lui et pour les autres au travail, mais bon et sensible. Il savait soulager une misère et récompenser l'effort. Il était très estimé de son personnel.
C'est dans un élan paternaliste que Charles Gabel a entrepris la construction de 200 logements à faible loyer pour pouvoir loger le personnel dès l'implantation de l'usine à Survilliers. En outre, les réalisations sociales de Gabel sont nombreuses et ont laissé, encore aujourd'hui, leur empreinte dans la vie de la commune : création d'un réfectoire, d'une coopérative, d'un service médical et d'un cabinet dentaire, d'une crèche et la mise en place du transport gratuit du personnel. C'est ainsi qu'il fit de l'usine un établissement à la pointe du progrès social. Sans oublier la participation aux bénéfices pour ses collaborateurs et certains ouvriers qualifiés, la distribution de capital sous forme d'actions et en 1928 une assurance-groupe pour ses cadres. D'autant plus qu'en 1920, il décida et encouragea l'organisation de sociétés locales telles que l'Avenir de Survilliers (football et gymnastique) toujours active, la Société musicale (aujourd'hui disparue), la Bibliothèque (à l'origine de notre bibliothèque actuelle), le tir à l'arc (lui aussi disparu).

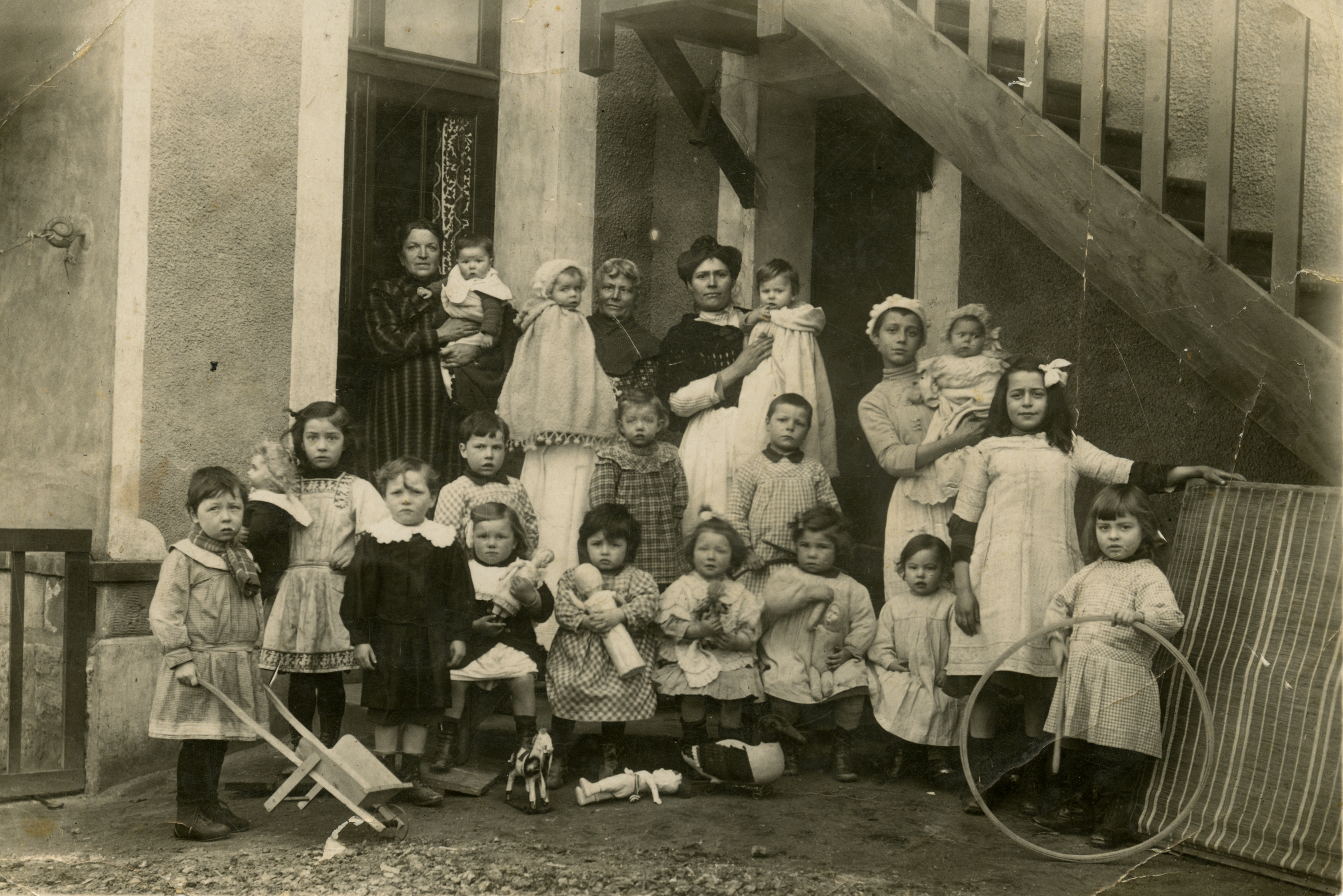
La crèche de la Cartoucherie en 1912.

En ce début du XXe siècle, toutes ces améliorations sur le plan social ne font pas de Gabel un précurseur. Les corons du Nord de la France sont un exemple parlant. C'est aussi une tradition établie par les manufactures de l'Est de la France, région dont l'homme est originaire, où était établi le modèle mulhousien avec notamment la SIM (Société industrielle de Mulhouse). En Île-de-France, nous avons comme exemple la cité ouvrière de l'usine Menier à Noisiel de 1874 à 1906.

### Les logements
Ayant la préoccupation de loger ses employés, l'entreprise achète des maisons dans le village et fait aussi construire des logements, jusque dans les années 1930. C'est pourquoi les logements de la Cartoucherie de Survilliers ont la particularité d'être répartis sur tout le territoire de la commune et non rassemblés en une cité ouvrière, comme cela pouvait être le cas dans de nombreuses réalisations paternalistes françaises. Ces logements étaient attribués au personnel qui en faisait la demande. Ils étaient tous pourvus d'eau courante, de gaz, d'électricité et parfois d'un jardin. L'entretien étais pris en charge par les différents corps de métier existant à la Cartoucherie : les plombiers, les menuisiers et les peintres. Leur loyer était modique ce qui permettait au personnel de pouvoir faire des économies. À partir des années 1980, la Cartoucherie liquide son patrimoine immobilier. C'est à ce moment que certains ouvriers ont pu accéder à la propriété en achetant le logement qu'ils louaient. Les prix étaient si avantageux que certains ont pu acquérir plusieurs propriétés.
Ces logements ont été pour la plupart préservés jusqu'à nos jours et s'intègrent bien dans le tissu urbain. Ils sont la mémoire de l'histoire de l'entreprise et de son importance dans l'édification et le développement de Survilliers : en 1889, la commune n'était qu'un village d'environ 541 habitants ancré dans un territoire essentiellement rural, dont la population était composée d'ouvriers agricoles, employés de chemin de fer et petits commerçants.
Les logements appartenant anciennement à la Cartoucherie Française sont répartis par quartiers :

#### Rue de la Cartoucherie

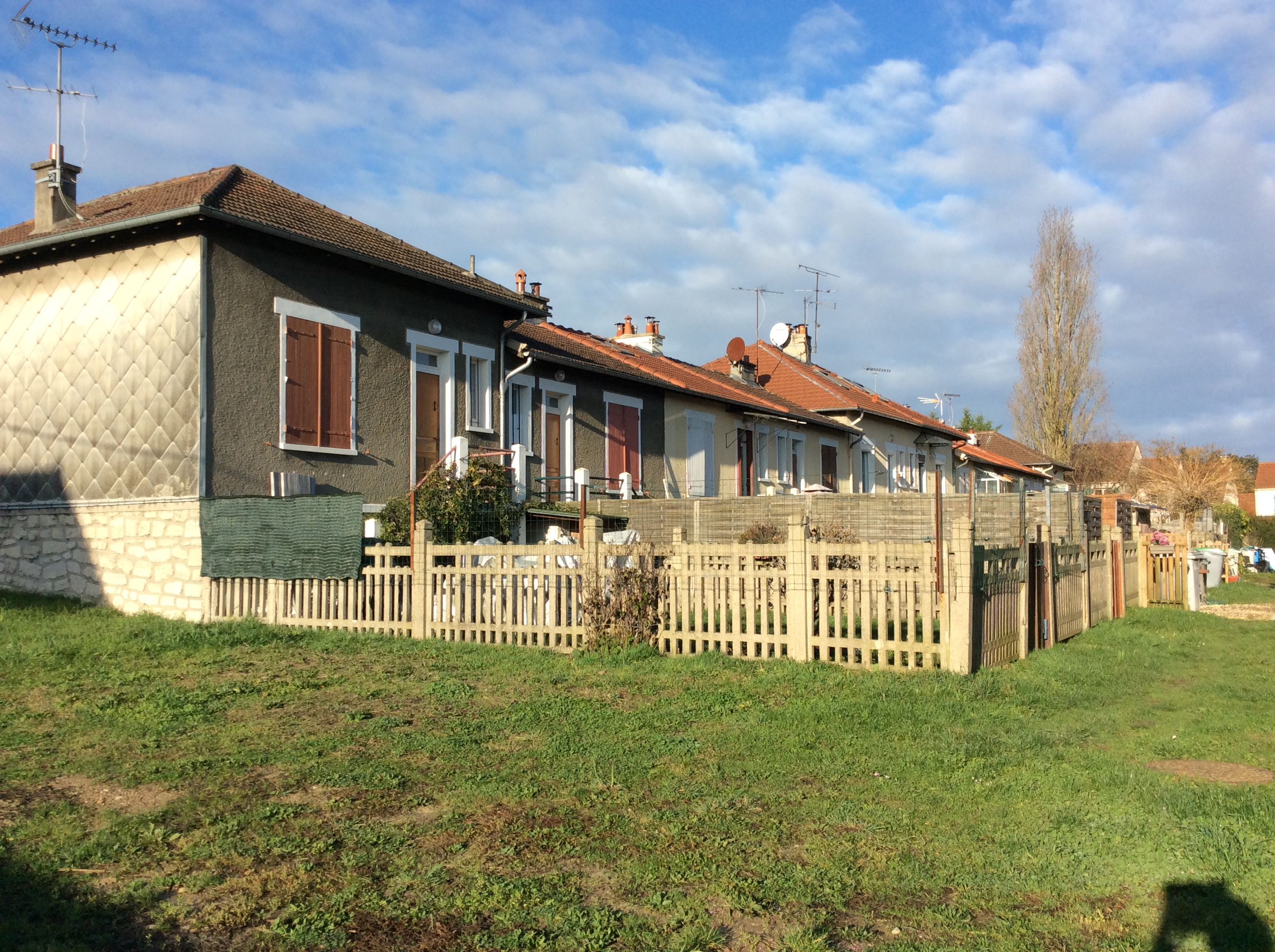
Le béguinage.

Elle mène aux portes de l'usine. Elle est essentiellement bordée d'anciennes maisons ouvrières de l'entreprise. Construites en 1923-1924, ce sont des bâtisses à 3 ou 4 logements dont l'agencement est simple : une ou deux chambres et un coin cuisine ; pas de salle de bain ni de salon et le wc sur la palier. La construction est en moellons et la couverture en fibrociment. En 1954, en France, 9 logements sur 10 n'avaient pas de salle de bain. Les logements de Survilliers ne sont donc pas particuliers de ce point de vue.
On trouve dans l'axe de l'entrée de l'usine, des logements pour célibataires.

#### Rue d'Enfresne et Place du béguinage
C'est à l'angle de la Grande Rue et de la rue d'Enfresne que nous trouvons un bâtiment ayant servi à accueillir la crèche de la Cartoucherie. Son premier emplacement aurait été avéré dans une maison située rue Charles Gabel.
C'est place du béguinage que furent construits les pavillons destinés au personnel retraité. On compte 14 habitations d'une seule pièce avec un jardin. Elles ont la particularité d'être mitoyennes.

#### Rue Alsace Lorraine

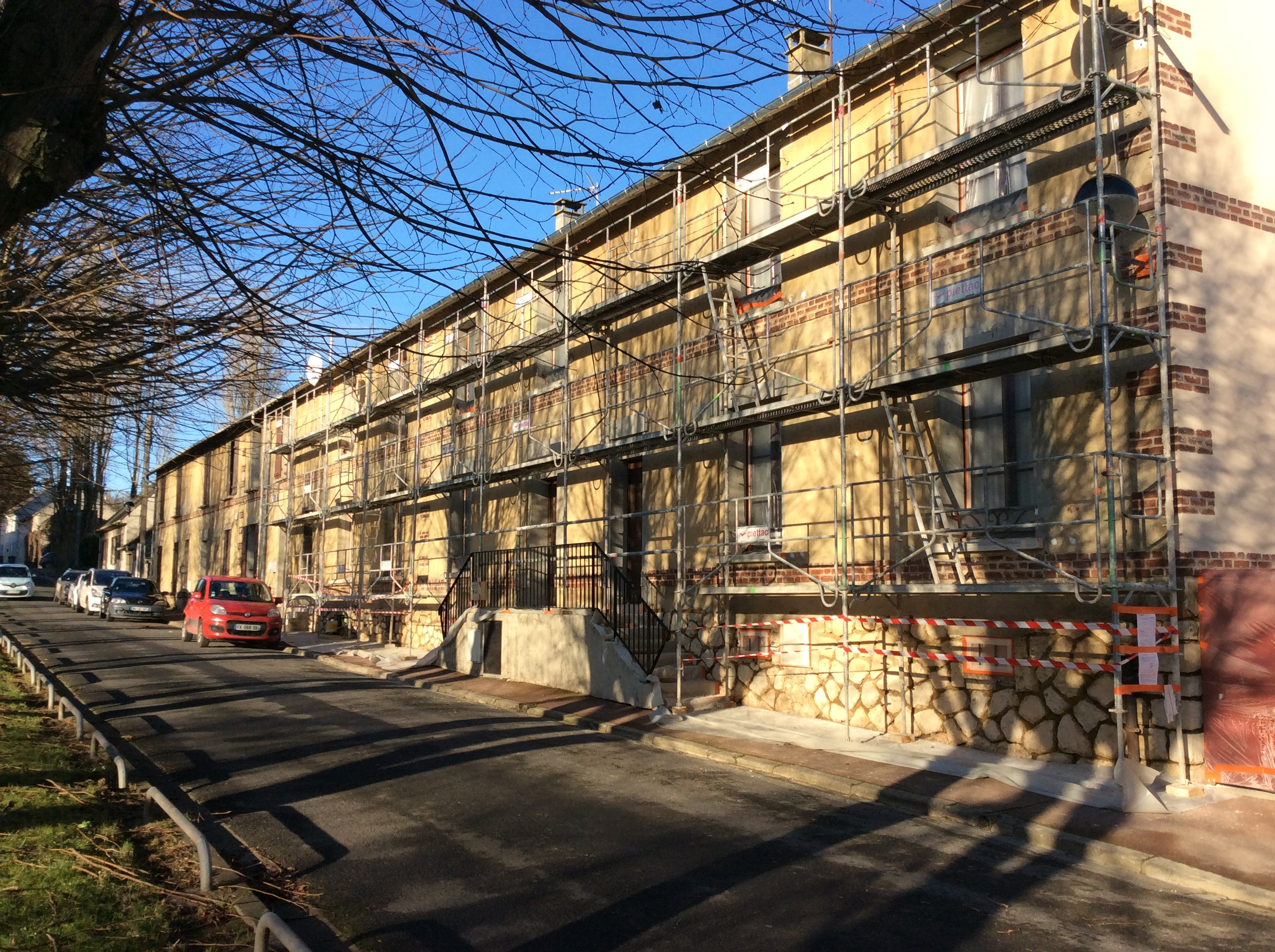
Les logements ouvriers, rue Alsace Lorraine.

Elle est située à côté de l’Église paroissiale de Saint-Martin. C'est un bâtiment monolithique construit en 1930 qui regroupait 16 logements d'ouvriers. C'est le groupement de logements le plus éloigné de la Cartoucherie.

#### Avenue Charles Gabel
Elle porte le nom du fondateur et du premier directeur de la Cartoucherie. À l'origine, cette rue singulière qui forme un U était l'avenue des Marronniers et l'avenue des Tilleuls. Initialement, elle menait à l'usine. C'est ici que les premières édifications de l'usine eurent lieu en 1906 à l'entrée du village en venant de la gare. Ce quartier donne à voir des maisons qui se distinguent selon le grade de l'employé auquel elles étaient attribuées. Selon que l'on est chef de service, sous-chef ou ouvrier, le niveau de confort n'est pas le même : les "pavillons de chef de service" simples ou doubles sont en pierre taillée avec des briques en décor, équipés d'une salle à manger, d'un salon et salle de bain, les "pavillons doubles pour sous-chefs" avec salle à manger et salle de bain et les maisons d'ouvrier sur un niveau avec un coin cuisine et une chambre.

#### Le pavillon du directeur

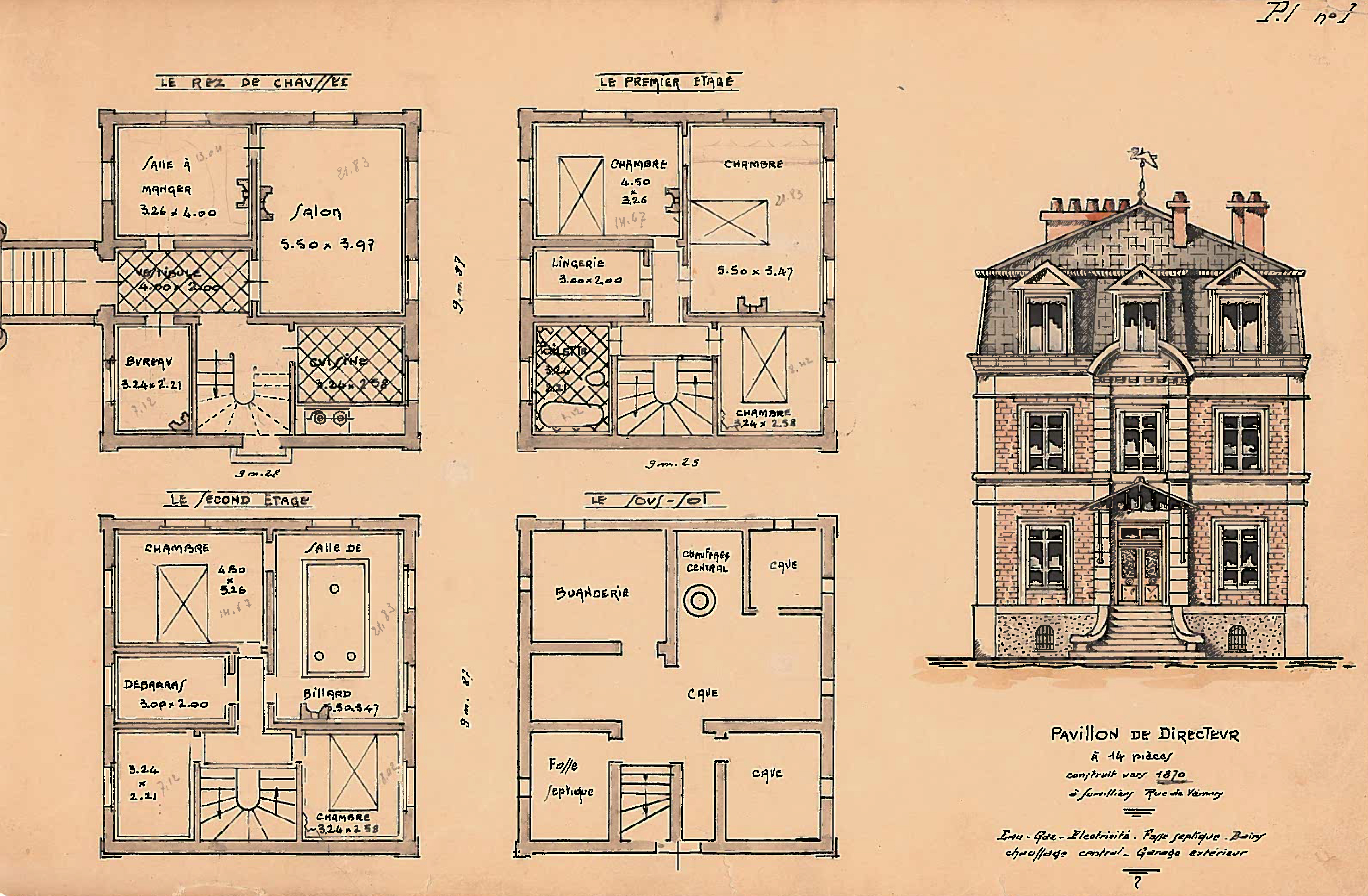
Plan du pavillon du directeur.

C'est un pavillon dont la construction, vers 1870, est antérieure à la création de la Cartoucherie française. Il aurait été racheté par l'usine. A l'intérieur, il y a tout le confort requis : 14 pièces dont bureau, salle d'eau, salle de billard, buanderie. Le tout avec le chauffage central. La localisation du pavillon, proche de l'usine, est essentielle, car le directeur "veille" sur ses ouvriers. Elle lui permet aussi de rejoindre rapidement les lieux de production en cas de problème.

### Les lieux emblématiques de la politique sociale de l'entreprise

#### Le réfectoire

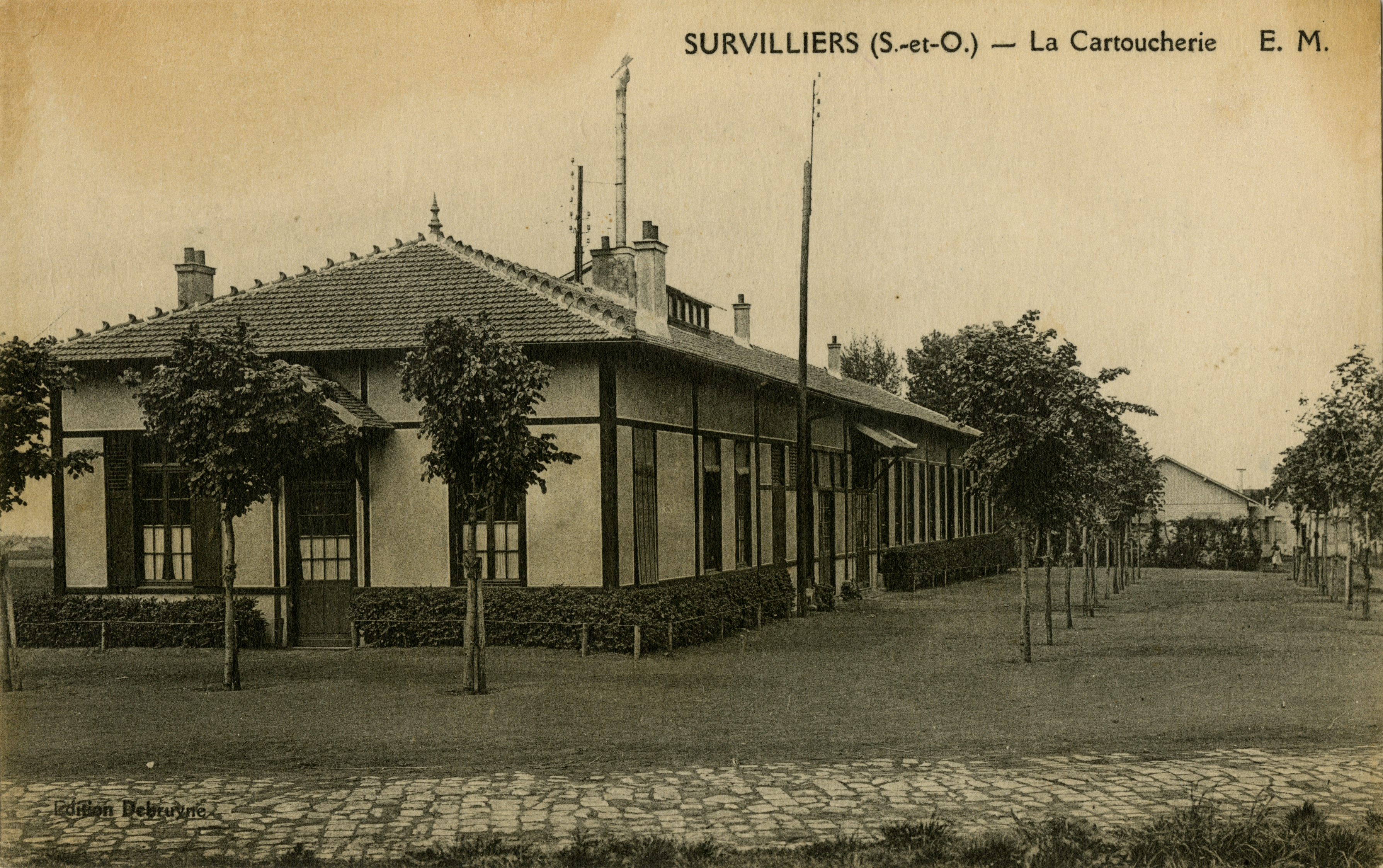
Le réfectoire.

Il est toujours en place, à l'extérieur de l'usine à côté de l'entrée principale et garde toujours sa fonction de restaurant pour le personnel. Il était réservé en priorité aux "extérieurs" c'est-à-dire à ceux qui n'habitaient pas Survilliers.
L'endroit servait également de salle des fêtes pour des manifestations telles que le Noël du personnel, le cinquantenaire de l'entreprise mais également les bals et les concerts. En effet, la Cartoucherie Française a fortement encouragé la vie associative dans le village : le football, la gymnastique, le tir à l'arc, la musique et la bibliothèque. Tout cela créait une cohésion entre les ouvriers et employés de l'usine. D'ailleurs, il n'était pas rare que ceux-ci se marient entre eux. Pour l'anecdote, en 1953, a eu lieu ici le cinquantenaire de l'entreprise. A cette occasion, une miss Cartouche fut élue. Selon le témoignage d'anciens ouvriers, « le champagne coulait à flots » et les épouses ont dû « ramener leur maris en brouette à la maison ».
Des courts d'art ménagers étaient également dispensés dans cette salle, notamment dans les années 1940-1950. C'était une discipline à la mode à l'époque, car on considérait que les femmes devaient être formées pour être de parfaites femmes d'intérieur, de bonnes mères et de bonnes épouses.

#### Les jardins ouvriers
La Cartoucherie possédait quelques parcelles de terre qui étaient attribuées à tout ouvrier qui en faisait la demande, en échange de quoi il devait en assurer l'entretien, la cultiver etc. Cela lui permettait d'avoir la satisfaction de manger sa propre récolte et d'être autonome. Le fait d'avoir un jardin évitait aussi que les employés passent tout leur temps libre au café. Avoir un logement et un coin de jardin limitait les revendications salariales.
L'origine du personnel est diverse. Seule une partie venait de Survilliers ; un tiers seulement en 1969 par exemple. Le reste venait des communes voisines : Marly, Fosses, St Witz, Louvres, Moussy, voire de l'Oise : Chantilly, St Maximin, etc.
Une partie du personnel était issu du monde agricole. Pendant la haute activité saisonnière, il n'était pas rare de voir les hommes se débaucher de l'usine pour participer aux travaux des champs comme lors des campagnes de betterave.
La plupart des postes de l'usine ne nécessitaient pas de compétences particulières, sinon un apprentissage sur le tas. Cela facilitait le recrutement du personnel.

#### L'entrée de l'usine

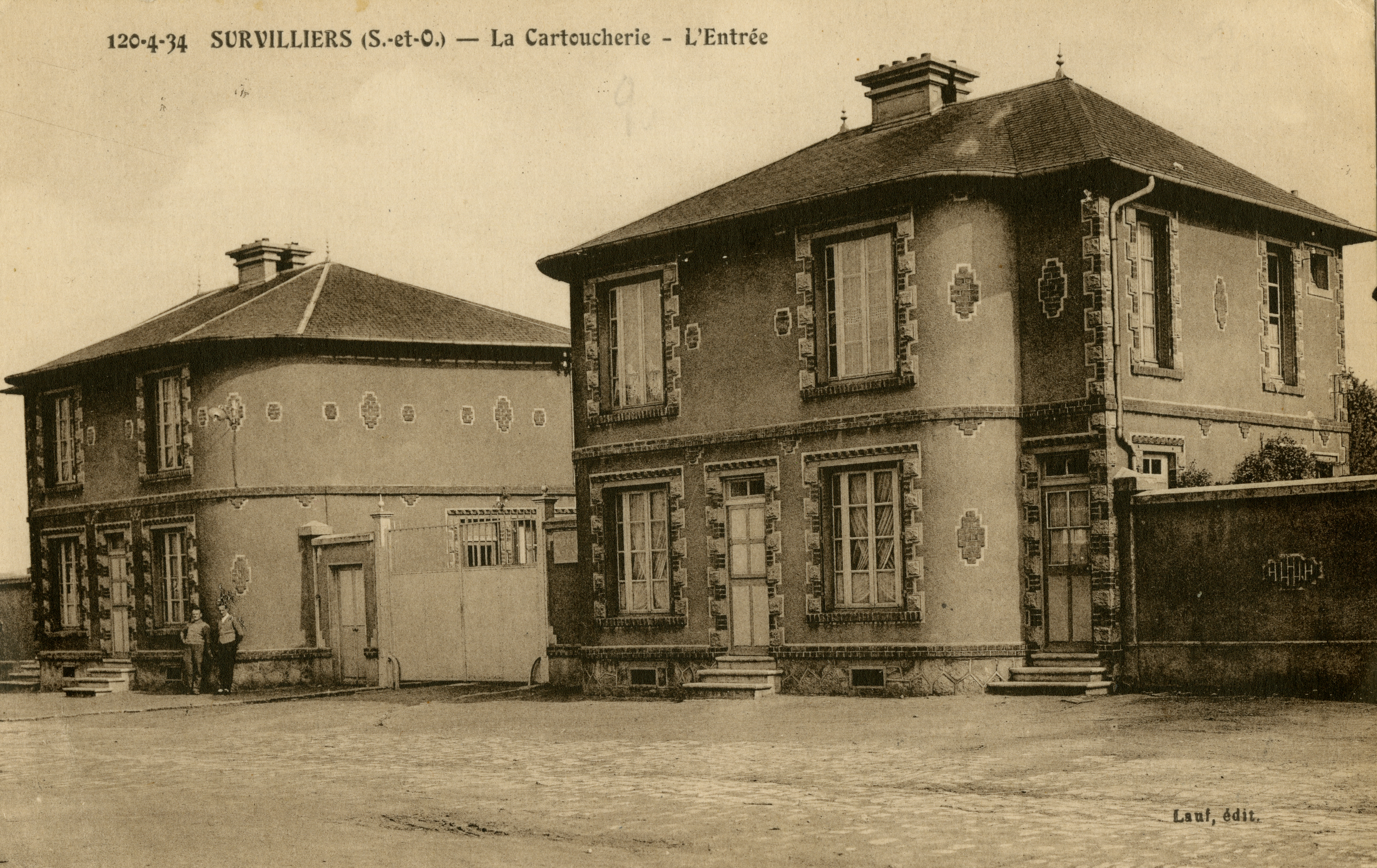
Les deux pavillons de l'entrée de l'usine.

En 1926, étant donné l'extension de l'usine vers l'est, fut décidé l'aménagement d'un nouvel accès. C'est à cette occasion que la rue de la Cartoucherie fut créée, ainsi que les deux pavillons qui marquent son entrée. Ils ont été conçus pour loger du personnel. A cet endroit était également installée la bibliothèque à l'usage des employés qui a été transférée hors de l'usine en 1955 et qui, à ce jour, est devenue municipale.
L'usine est actuellement encore en activité, rachetée par le groupe suédois Autoliv. Elle se consacre aujourd'hui à la fabrication d'initiateurs d'airbags, dont elle est le leader mondial, et de charges de scellement utilisées dans le bâtiment. Cette reconversion dans la sécurité automobile a permis le maintien des savoir-faire acquis du temps de la fabrication des cartouches.
L'usine assurait le transport gratuit du personnel. C'était un avantage mis en avant lors du recrutement.
Devant les grilles de l'entreprise, nous nous projetons dans le quotidien de l'ouvrier à la Cartoucherie : une première sonnerie retentissait dans tout le pays pour inviter l'ouvrier à rentrer dans l'usine, une deuxième pour la prise de poste et au troisième coup, le travail commençait.
La main d'œuvre de l'usine était en majorité féminine. Pour elle comme pour les hommes, il fallait ajouter aux dures conditions de travail le rude trajet pour s'y rendre. Certaines ouvrières habitant du côté de Saint-Maximin, n'avaient pas moins de 18 km à parcourir à pied, notamment pendant les grèves de transport qui ont paralysé le pays en 1947-1948. D'autres, comme les cartouchières de Marly, partaient solidaires au cœur de la nuit pour rejoindre la Cartoucherie, en chantant pour se donner du courage. Aux beaux jours, elles pouvaient couper à travers champs, car les conditions météo étaient favorables. En hiver, les choses se corsaient car il fallait emprunter un autre itinéraire, plus long et plus périlleux à cause du gel, de la neige, du brouillard... il faut imaginer, en plus de cela qu'elles ne bénéficiaient pas du confort vestimentaire actuel (en petits souliers, en robe, en capuchon). Le chemin qu'empruntaient les Marlysiennes pour se rendre ou revenir de l'usine a pris par la suite le nom de « chemin des Cartouchières », afin de rendre hommage à ces courageuses ouvrières.